# Stazione di Anna Paulowna
La stazione di Anna Paulowna è una stazione ferroviaria passante di superficie sulla linea ferroviaria Den Helder-Amsterdam nella città di Anna Paulowna, municipalità di Hollands Kroon, Paesi Bassi.